# Ichneumon dimidiator
Ichneumon dimidiator là một loài tò vò trong họ Ichneumonidae.